# Anisagrion truncatipenne
Anisagrion truncatipenne – gatunek ważki z rodziny łątkowatych (Coenagrionidae). Występuje na terenie Ameryki Środkowej.